# Мокреці (присілок)
Мокреці́ (рос. Мокрецы) — присілок у складі Свічинського району Кіровської області, Росія. Входить до складу Свічинського міського поселення.
Населення становить 17 осіб (2010, 18 у 2002).
Національний склад станом на 2002 рік — росіяни 100 %.